# ウィキペディアの健康情報
ウィキペディアの健康情報（ウィキペディアのけんこうじょうほう、英語: Health information on Wikipedia）とは、インターネット百科事典であるウィキペディアに掲載されている健康や医療についての情報のことである。ウィキペディアは2000年代（2000年 - 2009年）の後半以降、非専門家はもちろんのこと、多くの場合において、医療従事者にとっても、健康に関する情報についての人気のある情報源として広く使われてきた。ウィキペディアにおける健康関連の記事はしばしば、検索エンジンの検索結果ページからアクセスされる。検索結果ページはしばしば、ウィキペディアの記事へのリンクを表示しているのである。これまでに、多数の独立した研究において、ウィキペディアに健康に関係する情報を求めている人の数と、彼らの人口統計学的な特徴、ウィキペディアにおいて健康情報がどのような観点から書かれているか、そしてウィキペディアにおける健康情報の質についての考察がなされている。
英語版ウィキペディアにおいては、2014年現在でおよそ2万5000本の、健康に関連する主題の記事が存在していると推定された。全言語版のウィキペディアを通算すると、健康に関係する分野の記事はおよそ15万5000件存在し、延べ95万件の出典を参照している。これらの記事を合計すると、2013年には延べおよそ48億のページビューを集めたことになる。これほど大量のアクセスを受けているウィキペディアは、世界中でも最も参照されている健康についての情報源の一つになっている。
なお、58言語版のウィキペディアには医療に関する免責事項がある。たとえば日本語版では、正確性が保証されておらず患者それぞれの症状に対してあてはまるとは限らないとして、「ウィキペディアは医学的助言を提供しません」との文言が示されている。

## 健康についての内容の量
2013年の終わりの段階で、英語版ウィキペディアには2万9072件の医療についての記事が存在し、全言語版のウィキペディアを通してみると、全部で15万5805件、医療についての記事が存在している。2017年3月の時点では、英語版ウィキペディアに存在する記事の数は3万件に、全言語版の合計では16万4000件まで増加している。2017年の段階で、英語版ウィキペディアにはおよそ6000件の、解剖学についての記事が存在し、これらはウィキペディアにおける記事のカテゴリにおいて、「医療についての記事」には分類されていないことから、これらは上の3万件という数字には含まれていない。

## 学術的研究

### 正確性、便益性
2007年の研究では、アメリカ合衆国において最もよく行われている手術の手順についてのウィキペディアの記事のサンプルについての検証が行われた。その結果、85.7パーセントのサンプルについて、患者にとって適切なものであることが示され、さらにこれらの記事は「特筆すべきほど高いレベルの内部妥当性」を持っていることが明らかになった。しかし、同じ研究では、ウィキペディアの完全性について問題があるという問題を提起し、検証が行われた記事のうち62.9パーセントしか「危機的な遺漏」の存在から解放されていないことを示した。明くる2008年に行われた研究では、ウィキペディアにおける医薬品についての情報は、伝統的な方法で編集されているインターネット上のデータベースであるメドスケープにおいて提供されている同じ薬品についての情報に比べ、記事で示されている観点は狭く、完成度は低く、そしてより多くの不合理な遺漏を含んでいることを指摘した。その後、2010年に行われた研究では、ウィキペディアの骨肉腫についての記事は見苦しくないほどの質を保っているが、アメリカ国立がん研究所 (NCI)のページの方がよりよかったことが明らかになっている。この論文の著者は、ウィキペディアはより高品質な情報源への外部リンクを含んでいるべきであると結論付けた。
翌2011年には、ウィキペディアの50本の医療についての記事についての評価が行われた。それによると、これらの記事で参照されている情報源の56パーセントが高い評価を受けているものであるとみなすことができ、平均すれば、各記事は29の高く評価できる情報源を参照している。同年には、スタチンについての5本の記事についての検証を行った研究が発表された。この研究は、これらの記事には、不正確もしくは誤解を与えるような情報は含まれていないものの、医薬品の効用や、服用する上での禁忌についての情報が書かれていないことがしばしばあると結論付けた。さらに、同じ2011年には、最もよく承認されている20種類の医薬品についてのウィキペディアの記事についての検証を行ったという内容の研究が発表された。この研究においては、20件の記事のうち7件は他の情報編を全く参照していないことが明らかになり、「ウィキペディアは一貫して、正確かつ完全であり、さらには他の情報源を参照して書かれている、投薬についての情報を提供していない」と結論付けられた。
年が明けて2012年になると、サプリメントについての記事の評価が行われ、その結果、ウィキペディアの記事はしばしば不完全であり、記事の質は様々であり、時にはサプリメントについての高品質の情報源を参照していない場合もあると結論付けられた。
次の2013年には、「Journal of Medical Internet Research」に投稿された、洞察的な考察において、ウィキペディアと、その他の誰でも編集に参加できるウィキサイトの使用についての存在する証拠を要約した。それによれば、ウィキサイトから利用可能な情報源は、まず初めに結論が書いてある場所を探さなければならない可能性があるような、一次資料である研究論文よりは、観察調査を行った論文であることが多いことが判明した。
さらにその翌年、2014年には、代替医薬品(CAM)に関するウィキペディアの記事全97件についての検証を行ったとする論文が発表された。当該論文によれば、97件の記事のうち4パーセントが良質な記事として認定されており、ウィキペディアにおける代替医薬品についての記事は、従来の治療法についての記事と比べて、特筆すべきほど記事が短い傾向にあることが判明した。同年5月に「The Journal of the American Osteopathic Association」に掲載された論文によれば、アメリカ合衆国において、最も医療費がかかっている10の疾患についてのウィキペディアの記事のほとんどが、査読を受けている標準的な情報源と比べて、多くの間違いを含んでいることが判明した。この論文が発表されたのに続いて、他の多くのマスメディアによって、読者はウィキペディアに掲載されている医学についての情報を信頼すべきではないと報道された。しかし、これらの健康についての項目に貢献しているウィキペディアンはウィキペディアを擁護し、この研究を批判した。彼らは、この研究において示されている結論が、論文内で示されているデータによって証明されていないなどの、初歩的な方法論的欠陥を深刻に抱えていると主張した。
さらに、同じ2014年の研究では、FDAが医薬品についての新たな安全性の警告を発表した際には、検証が行われたウィキペディアの記事の41パーセントで、発表から2週間以内にそれらの医薬品についての記事が更新され、新しい安全性の情報が反映されていることが明らかになった。また、23パーセントのウィキペディアの医薬品についての記事は、安全性についての新しい情報を反映するまでに平均しておよそ40日以内しかかかっていないものの、残る36パーセントの記事では1年以内に安全性についての新しい情報が更新されていないことも明らかになった。同年には、薬理学の教科書に掲載されている医薬品についての情報と、英語版ウィキペディアとドイツ語版ウィキペディアに掲載されている比較可能な情報を選び出して行われた研究の結果が公表された。それによると、ウィキペディアにおける医薬品の記事は、薬理学を専攻する大学院生にとって必須な情報の大部分を網羅しており、しかも正確であることが判明した。
年が明けて2015年に入ると、MMRワクチンと自閉症の関係についての論争を取り扱ったいくつかのウェブサイトは、ウィキペディアの記事は多くがワクチン接種賛成派の観点から記述されていることを明らかにした。研究では、ワクチンは非常に物議を醸している主題であるとしたうえで、このようなワクチン推進の姿勢は学術的な参考文献を記事に掲載することを厳しく要求している熟練した編集者を惹きつけていることが要因として挙げられるとしている。翌2016年の研究においては、ウィキペディアに掲載されている医薬品についての情報は、医学の情報源を提供するウェブサイトであるTruven Health Analyticsの運営するウェブサイトである「Micromedex」と比較し、正確性、網羅性ともに低いことが明らかになった。さらに次の2017年に行われた研究においては、最も人気のある33の医薬品についての、投薬法についての説明が記載されているウィキペディアの記事の正確性を、医薬品の添付文書の正確性と比較した。この研究においては、ウィキペディアの記事は医薬品の添付文書と比べて、正確性は一般的に低いことが明らかになった。

### 可読性
2012年には、ウィキペディアのうつ病と統合失調症についての記事が、『ブリタニカ国際大百科事典』の記事並びに精神医学の教科書における記述と比較され、正確性、最新の情報を反映しているかどうか、網羅性、情報源の参照、そして信頼性の観点から評価された。その結果、ウィキペディアは可読性を除くすべての部門で上位にランクインした。
2013年に行われた、ウィキペディアの腎臓学についての項目についての考察では、ウィキペディアの腎臓学の項目は大卒レベルの読み書き能力を持つ腎臓病の患者にとって、有益かつ非常に信頼できる腎臓学についての医学的な情報源になりうることを結論付けた。
翌2014年に行われた研究では、ウィキペディアのパーキンソン病についての記事は、フレッシュ＝キンケード可読性試験の点数が30.31点であり、読みにくいと判定されるレベルであることが明らかになった。
てんかんについてのウィキペディアの記事の可読性は低いと評価されていることが明らかになっており、それはその記事が読みにくいことを意味している。別の研究では、ウィキペディアにおける神経病についての記述は、アメリカ神経学会の患者パンフレットや、メイヨー・クリニックのウェブサイト、MedlinePlusより、可読性は特筆すべきほど低いことが明らかになっている。2015年に行われた別の研究は、サミー・アゼルによって行われたものであるが、ウィキペディアは呼吸器学を専攻している学生によって、それに関連する概念を学習するために使われるべきではないことを示している。アゼルによって同年に行われたさらに別の研究では、ウィキペディアの心血管疾患についての項目は医学を学んでいる人に向いたものではなく、書くべき情報が欠けていることが多いために、ほとんどが不正確なものになっていると指摘された。
その翌年、2016年に行われた研究では、一般的な内科学の診断についてのウィキペディアの情報が、比較した他のNIH、WebMD、メイヨークリニック、診断学に特化したウェブサイトの4つのウェブサイトのいずれよりも、高い学年のレベルで書かれていることが明らかになった。これとは対照的に、同年に発表された別の研究では、医学部の学生に、まだ学習していない3つの疾患についてのAccessMedicineの記事を読ませた。その後、ウィキペディアを読んだ学生は、同じ疾患についてのUpToDateの記事を読んだ学生より、心理的な負担が少なくて済むことが判明した。
さらに明くる2017年には、自己免疫疾患についてのウィキペディアの記事134件を評価するという研究が行われ、その結果、それらの記事は大変読みにくく、最低でも大学卒業レベルの読解能力が要求されることが明らかになった。この研究の著者は、ウィキペディアの可読性の低さに問題を提起した。なぜなら、自己免疫疾患の患者はしばしば、自身の状態について調査するためにウィキペディアを使用するためである。
その次の年、2018年には、脳神経外科学についての55本のウィキペディアの記事を評価した研究が発表された。それによると、脳神経外科学についてのウィキペディアの記事と米国脳神経外科医協会(AANS)の患者向けの情報記事とは、どちらも大学レベルの読解レベルを要求しているが、ウィキペディアの記事はAANSの記事より特筆すべきほど可読性が低いことが明らかになった。

## その他の観点
ウィキペディアの共同設立者であるジミー・ウェールズはこれまでに、健康についての情報の不足は、エマージング・マーケットにおいての防ぎうる死を増加させ、ウィキペディアから得た健康についての情報は共同体の構成員の健康を増進するきっかけになることができると主張してきた。ウェールズは、Wikipedia Zeroの計画は、人々がインターネット上の情報にアクセスするのに困難を抱えている場所の人々に健康についての情報を提供する手段の一つになるであろうと主張した。
2014年の西アフリカエボラ出血熱流行への一般大衆の関心の結果として、ウィキペディアはエボラ出血熱についての人気のある情報源の一つとなった。ウィキペディアへの寄稿者でもある医師は、ウィキペディアの記事の質が、ウィキペディアを役に立つものにしていると主張した。
2021年のハーバード大学の研究では、ウィキペディアなどの健康情報が正しい診断につながることがあることが示唆されている。 症状と重篤な病気との関連付けを誤ると、多くのストレスにつながる可能性があるが、情報源を確認し、信頼できるものに固執すれば、健康に役立つ。

### 代替医療
代替医療を推進している人々は、ウィキペディアがエネルギー療法、EFT、思考場療法、タパス指圧法などの、総体的健康に関する治療について、否定的に言及しているとの主張を続けている。これに対してウェールズは、「もしあなたが自分の論文を信頼できる学術論文誌に投稿して発表することができたなら、すなわち、あなたが再検証可能な科学実験を通じて証拠を得ることができたなら、そのあとにウィキペディアはその内容を適切に採録することになるであろう」と主張してきた。これとよく似た問題提起が、ホメオパシーについてのウィキペディアにおける網羅性をどう考えるかについてもなされている。
ウィキペディアにおいては、「人間の健康に関係することが合理的に知覚されうる」記事には、科学を基盤にした英語版ウィキペディアのガイドライン（日本語版では草案）が適用されることが定められている。

## 利用
アメリカ合衆国においては、インターネットを健康に関する情報源として用いている人々が多数派となっている。健康や医療についての情報を調べることは、インターネット上で情報を調査する際に、3番目に多くとられている動作である。2013年に行われた研究においては、健康維持についてのインターネット上における検索の22パーセントにおいて、検索結果から直接ウィキペディアにアクセスしていることが推測された。
2014年に論文誌『IMS Institute for Healthcare Informatics』に投稿された論文では、ウィキペディアは患者並びに健康維持の専門家の両方にとって主導的な、健康維持についての情報源であると説明されている。同じ論文によれば、アメリカ合衆国で、専門的な用途にインターネットを利用している医師の50パーセントは、情報にアクセスするためにウィキペディアを利用していることが明らかになっている。これらの事実は『IMS Institute for Healthcare Informatics』に投稿された同じ論文の17ページの、「ソーシャルメディアにとって魅力的な患者」という章において参照されている。この章においては、主要なマスメディアに発表されている研究の概略と、査読を経た論文を繰り返し深く参照している。このIMSの論文においては、マンハッタン・リサーチの、日付が記されていない、「脈をとる」ことについての研究への参照が提供されている。マンハッタン・リサーチの論文は、ほとんどの図書館のデータベースでは利用できない。
同じ年の7月については、ウィキペディアの医学に関する記事の閲覧数の全言語版での合計は、アメリカ国立衛生研究所、WebMD、メイヨー・クリニック、国民保健サービス、世界保健機関、UpToDateを含め、 他のどの人気な健康維持についてのウェブサイトの閲覧数をも上回った。何人かの医者はすでに、自身のウィキペディアの使用は「秘密の禁じ手」であると表現している。

### 一般大衆
2015年の研究では、最も一般的な10の神経症についての記事の人気について、2014年4月から2014年7月までの90日間にわたっての比較が行われた。その結果、各々の神経症について、発生数や有病率と、その神経症についてのウィキペディアの記事が閲覧された回数の合計との間に、相関は全く見られなかったことが明らかになった。例えば、ウィキペディアの多発性硬化症についての記事は、多発性硬化症の有病率が、より一般的な神経症である片頭痛、てんかん、あるいは脳卒中といったものより低いのにもかかわらず、それらについての記事よりずっと多くの閲覧数を集めていた。この論文の著者は、このような結果は核磁気共鳴画像法(MRI)の有病率の増加により、高信号域の意図せざる発見が増加していることが一因にあるかもしれないと、理論立てて説明している。これらの高信号域のほとんどは複数の硬化症の存在を示しているわけではないものの、患者やその親戚、時には医者までもが、インターネットで「複数の硬化症」と検索することにつながり、その検索結果から多くの人々がウィキペディアの記事にアクセスしているかもしれないのである。

### 医療系の学生
ウィキペディアにおける健康についての情報は「我々の次の世代の医師が医学をどのようにして学ぶかを体現している」と表現されてきた。健康教育についての様々なコメンテーターは、ウィキペディアは医療系の学生にとって、人気でしかも便利であると述べてきている。
2013年に、オーストラリアにある医科大学で行われた研究によれば、学生の97パーセントが医学を勉強するのにウィキペディアを利用していることが示され、その最も大きな理由はアクセスのしやすさと、理解のしやすさであることが明らかになった。学生の医学部での学年と、その学生のウィキペディアの使用との間に因果関係は見いだせないものの、成績が優秀な医学部の学生は、ウィキペディアを最初に参照する情報源、唯一の情報源、あるいは最もよく使う情報源として使っている割合が低いことが明らかになった。彼らは、ウィキペディアが信頼できない情報源であるとみなす割合が高いことも明らかになっている。
同じ2013年には、カリフォルニア大学サンフランシスコ校の医学部は、医学科の4年生の学生に対し、ウィキペディアの健康関連の記事を改善させることをその内容とする1か月間の選択科目を開講した。2013年から2015年までの間に、43人の学生がこの選択科目を受講し、各自が、改善させたいウィキペディアの健康関連の記事を1つ選んだ。カリフォルニア大学サンフランシスコ校医学部の学部学生によるこの取り組みについての研究によれば、学生らは自身の選んだ記事を加筆したり、高品質の情報源を追加したり、低品質の情報源を除去したり、可読性を向上させたりした。この研究の著者は、医学部は、その学生に対してウィキペディアに貢献するように促すべきであると主張し、その根拠として、ウィキペディアの記事の品質を向上させることができること、学生にとっても、よりよい、健康維持についての教師になることができることを挙げた。
同じく2013年に行われた、獣医学部の学生の特定の集団を対象とした研究においても、生徒の大多数が、ウィキペディアに医学についての情報源を求め、そして見つけていることが明らかになった。
2年後の2015年には、ヨーロッパの医科大学5校を対象とした研究が行われ、一般的な情報を得るのにウィキペディアを使っている学生は、医学についての情報を見つけるのにもよりウィキペディアを使っている傾向が強いことが明らかになった。学生の16パーセントは一般的な情報を得るのにしばしばウィキペディアを使っており、時々使っているのは60パーセントで、残る24パーセントは滅多に使っていなかった。また、学生の12パーセントは、医学についての情報を得るのにしばしばウィキペディアを使用しており、55パーセントは時々利用しており、残りの33パーセントは滅多に利用していなかった。全体の97パーセント、すなわちほとんど全ての学生は最低でも1回、ウィキペディア上で不正確な情報を見つけたことがあったが、それを修正したのは彼らの20パーセント未満に過ぎなかった。
同じく2015年にはカナダ・ノヴァスコシア州にあるダルハウジー大学医学部の学生を対象とした研究が発表され、彼らはグーグルとウィキペディアを、そのアクセスしやすさ、理解しやすさ、役に立つ度合いで高く評価したが、正確性と信頼性についてはそれらよりPubMedを高く評価したことが明らかになった。
2年後の2017年には、オーストラリア・メルボルン大学の医学・歯学・健康科学部医学科の1年生による、インターネット上の情報源の使用についての研究結果が発表された。それによると、学生が最もよく使っていた情報源は、毎日使用されていた大学のオンライン学習用のプラットフォームで、グーグルとウィキペディアはそれよりわずかに使用頻度が低かったが、やはりほぼ毎日使われていた。また、学生は、大学のオンライン学習用のプラットフォームを最も役に立つとみなしたが、次に役に立つとみなしたものはグーグルとウィキペディアであったが、それらはオンライン学習用のプラットフォームよりわずかに役に立たないというだけで、フェイスブックやGoogle scholarと比べればはるかに役に立つとみなしている。学生らはまた、大学のオンライン学習用プラットフォームを最も信頼できるとみなし、グーグルやウィキペディアはそれに比べて圧倒的に信頼性は低いとみなした。それでも、学生は、情報を見つける際の出発点として、両方のウェブサイトを頻繁に利用していた。
同じ2017年には、フロリダ大学の医学部医学科の一般的な手術のクリニカルクラークシップ中の学生を対象とした研究が行われた。それによれば、復習のための本が、最も一般的に使われていた学習のための情報源であり、その次に使われていたのがインターネットであった。ウィキペディアは3番目によく使われている情報源であり、インターネット上の情報源としては最もよく使われていた。この研究では、学生が使用している情報源の種類と、その学生の国立医療試験審議会における外科の試験における成績との間に、相関は一切見いだせなかった。

### 住民
2009年のイギリスの35人のジュニアドクターに対する、インターネットの使用調査では、医療についての情報を見つけるために、対象者の80パーセントがグーグルを最低でも週に1回使用しており、70パーセントがウィキペディアを週に1回以上利用していたが、PubMedを使用しているのは30パーセントにすぎないことが明らかになった。グーグルとウィキペディアが主に利用されていたのは背景の理解においてであり、PubMedやその他の最高の証拠となりうるウェブサイトは、臨床上の診断作成において、特定の疑問への答えを得るために使われていた。
2015年にハーヴァード大学医学大学院の精神医学専攻の学生を対象に行われた調査では、彼らはインターネット上の情報源を、印刷された情報源のおよそ2倍の頻度で使用していたことが明らかになった。最も一般に使用されていた3つの情報源は、UpToDate、PubMed、そしてウィキペディアであった。UpToDateは最も使われていた情報源であり、最も信頼できる情報源でもあるとみなされていたが、PubMedも2番目によく使われていた情報源であり、個人的な学習の情報源として高く評価されていた。一方でウィキペディアは、3番目によく使われていた情報源であり、使いやすさでは高い評価を受けていたが、信頼性については最も低いとみなされていた。

### 医師・その他の健康の専門家
2013年に、ヨーロッパの500人の医師を対象に行われた調査では、ほとんどの対象者がオーストリアまたはスイスの出身であったが、インターネット上の医療についての情報源として最も使われていた情報源の種類はグーグルのような一般検索エンジンであり、次によく使われていたのがPubMedのような医学研究のデータベースであり、そして3番目によく使われていたのがウィキペディアであることが明らかになった。訓練中の医師のうち56パーセントはウィキペディアを使用していると報告したが、これに対し訓練を完了した医師でウィキペディアを使用しているのは37パーセントにすぎなかった。
翌2014年には、スペインの259人の健康の専門家を対象とした調査の結果が発表された。その結果、全体の53パーセントがスペイン語版ウィキペディアを仕事中に医学についての情報を調べるのに使っていたのに対し、その情報を信頼できるものとみなしたのはそのうち3パーセントにすぎず、記事の内容を自身の患者に勧めたのも16パーセントにすぎなかった。ウィキペディアの記事を編集したことがあったのは16パーセントにすぎず、編集しない理由については、51パーセントが「自分が専門家だとは思わなかったから」、21パーセントが「ブログを書いたり、査読付きの記事を投稿したりすることを優先していたから」、17パーセントが「誰かが自分のした編集を全て差し戻してしまうかもしれないのが問題だと思ったから」と回答している。

### 学術的な参照
ウィキペディアは多くの健康科学についての学術誌で、権威のある情報源として不適切に参照されてきた。

### 心理学的な実験の影響
2009年には、医師でウィキペディアの編集者でもあるジェームズ・ハイルマンは、ロールシャッハ・テストのパブリックドメインの画像をウィキペディアに移入した。心理学者はこれらのテストが臨床上の実用性を低下させているのにもかかわらず、このテストが大衆に広まる機会が増えることによって、結果的に一般大衆の健康が害されることを懸念している。

## 貢献者の特徴
2014年のインタビュー研究では、英語版ウィキペディアにおいて健康に関連する記事を編集している者のおよそ半分は健康ケアの専門家であり、残りの半分には医学部の学生もいくらか含まれていることが明らかになった。この論文の著者は、この結果がウェブサイトの信頼性に安心を与えていると結論付けた。この研究では、「熱心な編集者の共同体」も発見された。彼らは人数にすればわずか300人ほどにすぎないが、ウィキペディアの健康に関係する記事を活発に監視し編集しており、ウィキペディアにおける健康関連の機序の編集の大半はこの「熱心な編集者」によって行われていることが判明した。同じ研究においては、それまでのところ、これらの主題に関する記事に貢献している人々が、ウィキペディアにおける健康関連の記事を編集している理由はさまざまであることも明らかになった。主な理由には、例えば、自分自身でその主題について、よりよく学習を深めるため、健康情報の記事への他者のアクセスが改善されることによる責任と喜びの両方の間隔を感じるため、などがあった。
2年後の2016年に行われた研究では、デザイナードラッグについてのウィキペディアの記事に貢献している編集者は違法な薬物や、承認された医薬品についての記事にも貢献を行っている可能性が最も高いことが明らかになった。これは、彼らが薬理学についての背景知識を持っていることを意味している。彼らは、神経症、精神疾患、その他の疾患、分子生物学のついての記事を編集する可能性もより高いが、大衆文化や歴史といった主題の記事を編集する可能性は最も低いことも明らかになった。

## 健康の監視についての横断的な統計
Googleインフルトレンドが、インフルエンザというキーワードでの検索と、実際の局地的なインフルエンザのアウトブレイクとの間に相関を見出すことができたのと同じように、インフルエンザに関連する主題のウィキペディアの記事の閲覧数は、インフルエンザの感染拡大を経験している人の数の増加に合わせて増大することが発見されている。これはデング熱や結核といった他の感染症の感染拡大も予測できる。

## ウィキペディアにおける健康情報を改善する取り組み
2009年には、アメリカ国立衛生研究所は、ウィキペディアに健康についての情報を寄稿するための試験的な取り組みを開始した。2011年には、王立がん研究基金は、従業員のうちの数名がウィキペディアの癌に関係する記事を編集するというプログラムを開始したことが報告された。
カリフォルニア大学サンフランシスコ校には、ウィキペディアの健康関連の記事に貢献することを学生に促すプログラムがある。
コクラン共同計画とウィキペディアとの間の協定により、ウィキペディアはコクランライブラリへのアクセスを提供している。これは、コクランライブラリの査読された情報をウィキペディアの記事に反映させるためである。